# Volksbühne Berlin

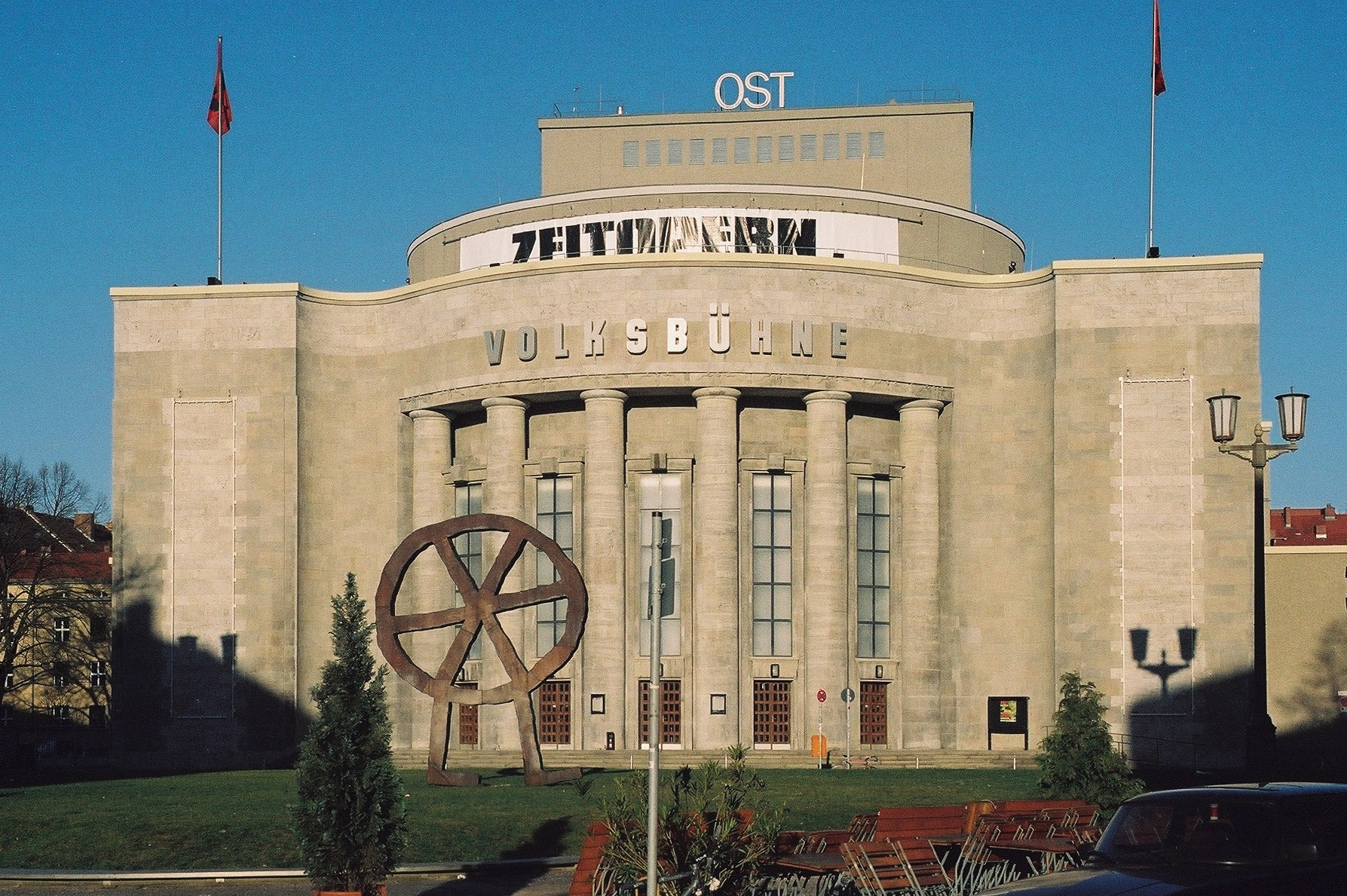
La Volksbühne Berlin en 2008.

La Volksbühne Berlin (actuellement Volksbühne am Rosa-Luxemburg-Platz) est un théâtre de Berlin (das Volk signifie : le peuple, die Bühne : la scène, le théâtre). Sa création a été décidée en 1890 lors de l'assemblée générale de l'association Freie Volksbühne, émanant d'un mouvement parti des couches populaires. La Neue Freie Volksbühne se sépare de l'association en 1892 en vue de récolter assez de moyens pour construire son propre bâtiment. 
Le bâtiment actuel, fini peu avant la Première Guerre mondiale, se situe sur la Rosa-Luxemburg-Platz. Il fut le siège commun de la Freie Volksbühne et de la Neue Freie Volksbühne (plus tard réunies). Il n'a porté ce nom que jusqu'au 17 mai 1933. À partir de 1947, il est contrôlé par le FDGB et porte le nom de Volksbühne. Après la chute du mur, sa direction est confiée à Frank Castorf qui le renomme.

## Volksbühne am Rosa-Luxemburg-Platz

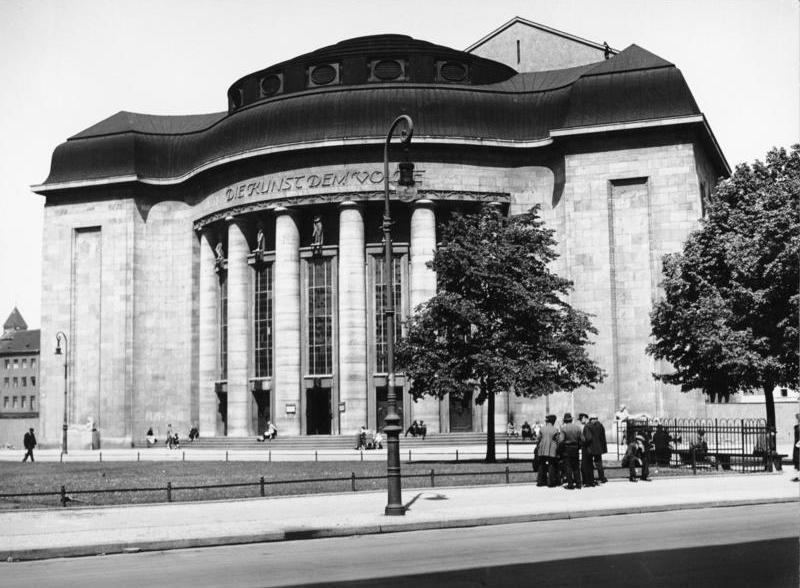
La Volksbühne en 1930.

C'est grâce aux dons des membres de l'association (Arbeitergroschen der Arbeiter : le denier des travailleurs) que la somme nécessaire à la construction du théâtre a été possible et que les travaux ont pu se dérouler de 1913 à 1914 avec comme architecte Oskar Kaufmann. La Volksbühne qui se situait sur la place qui se nommait alors Bülowplatz fut le premier théâtre de Berlin à être construit en style « moderne ». Le théâtre a une capacité de presque 2 000 spectateurs.
Peu avant la fin de la Seconde Guerre mondiale, une bombe touche le bâtiment qui brûle. Entre 1952 et 1954, il est reconstruit et simplifié par Hans Richter qui réduit le nombre de places à 800. 
Le premier intendant de la Volksbühne am Bülowplatz (aujourd'hui am Rosa-Luxemburg-Platz) est Max Reinhardt de 1915 à 1918. Son successeur, Fritz Holl engage Erwin Piscator de 1924 à 1927 en tant que Metteur en scène principal (Ober-Regisseur). Sa vision du théâtre l’amène à fonder le théâtre politique. Il recrute le chorégraphe Jean Weidt.
De 1974 à 1977, Benno Besson, héritier de Bertolt Brecht, marque son empreinte en tant que directeur artistique (Künstlerischer Oberleiter) et directeur de « l'image » (Intendant des Erscheinungsbilds) de la Volksbühne.
Sous la direction de Frank Castorf, nommé en 1992, le théâtre est qualifié de scène la plus palpitante d'Allemagne (aufregendste Bühne Deutschlands) faisant régulièrement la une des journaux. Aux côtés de Castorf se produisent des metteurs en scène comme Christoph Marthaler, Christoph Schlingensief, Dimiter Gotscheff et René Pollesch. La troupe de la Volksbühne se distingue aussi par des acteurs tels que Henry Hübchen, Sophie Rois, Birgit Minichmayr, Kathrin Angerer, Bernhard Schütz, Herbert Fritsch, Martin Wuttke et Alexander Scheer.
En 2000 Endstation Sehnsucht (Terminus ennui) est primé comme le meilleur spectacle de langue allemande (beste deutschsprachige Aufführung) aux Nestroy-Theaterpreis, équivalent des Molières en France, une adaptation d‘Un tramway nommé Désir de Tennessee Williams. En 2003 Bert Neumann et Jan Speckenbach reçoivent un Nestroy du meilleur décor pour Forever Young, une adaptation déconstruite de la pièce de Tennessee Williams, utilisant la vidéo en prise directe et segmentant la scène en différents espaces parfois caché au public. En 2005 c'est au tour de Dimitri Gotscheff d'être récompensé pour sa mise en scène d'Ivanov de Tchekhov, une mise en scène avec pour seul décor de la fumée.
La Volksbühne n'est pas seulement un lieu de représentation théâtrale ; elle occupe une place de choix dans la scène musicale berlinoise par la recherche archéologique de groupes de rock des origines, tout comme la mise en avant de groupe d'électro, de DJ ou de musiques populaires non européennes. Y ont également lieu des lectures de livres et un programme cinématographique qui donne la part belle aux premières de films.

## Le Prater de la Volksbühne
Depuis 1992 la Volksbühne possède également un autre lieu de représentation riche en histoire, le Prater sur la Kastanienallee à Prenzlauerberg. Cette scène est ouverte aux performances théâtrales. On peut y voir notamment se produire aux côtés de René Pollesch des troupes comme Gob Squad, Forced Entertainment et She She Pop ou plus récemment Constanza Macras avec sa compagnie Dorky Park.
Accolé au Prater, le Bastard est un club dont la programmation est incluse dans celle de la Volksbühne.

## Autour de la Volksbühne
Accolé au bâtiment de la Volksbühne, deux clubs le Roter Salon (Salon rouge), où trône un portrait de Lénine, et le Grüner Salon (Salon vert) possèdent leur propre programmation qui se mêle parfois à celle de la Volksbühne. 
La Volksbühne a servi de décor pour le film La Vie des autres (Das Leben der anderen, Oscar du meilleur film en langue étrangère en 2007). On y voit à plusieurs reprises la sortie des artistes sur la Linienstrasse, le Grüner salon où a lieu un concert, la grande salle de la Volksbühne et le couloir menant à la salle.
La Volksbühne possède son école de théâtre dont les élèves se produisent au troisième étage (3. Stock).
Le logo de la Volksbühne, créé en 1992 par Bert Neumann, trône sur la pelouse devant la Volksbühne. Il marque une image engagée de ce théâtre dont le bâtiment  est actuellement surmonté par « OST » (Est) en néon bleu, la Volksbühne ayant été le théâtre officiel de la RDA. Dans la tradition du théâtre politique initiée par Erwin Piscator, la Volksbühne s'engage dans les débats de la cité. Elle a longtemps lutté pour la conservation du Palais de la République (Palast der Republik) vitrine de la RDA et point de discussion houleux entre partisans de la conservation des symboles et de leur réutilisation, nostalgiques du régime (voir Ostalgie) et les partisans d'un passé recomposé redonnant au centre historique de Berlin, auquel appartient la Volksbühne, son faste et son unité de style, dont la beauté pompeuse est discutable.